# いこいの広場
いこいの広場（いこいのひろば）は、静岡県掛川市にある市の総合スポーツ施設である。野球場、多目的広場、テニスコートが設けられている。

## 施設
- 掛川市営球場

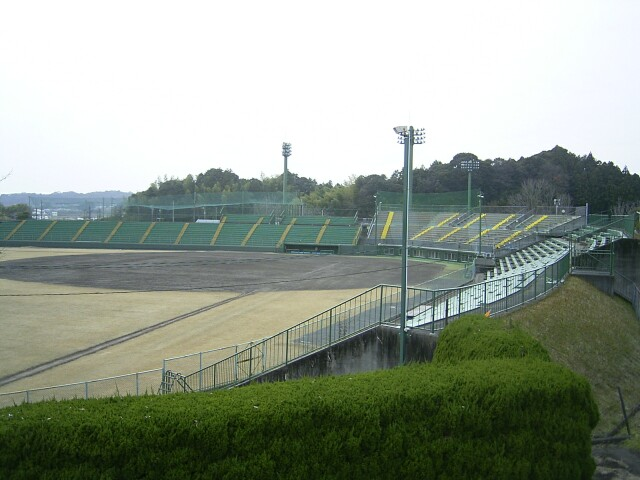
掛川市営球場

  - しばしば掛球（かけきゅう）と呼ばれており、高校野球の県予選の試合の一部がここで開催される[5]。地元の静岡県立掛川西高等学校がここで試合をすることが多く、応援に来た地元の人でごった返す。
  - 面積は18,500㎡・両翼92m・中堅120m。収容人数は12,000人[2]。
- 多目的広場
  - 面積15,000㎡・東西80m×南北130m、ソフトボールコート2面ほどの広さがあり[1]、野球、ソフトボール、サッカー、陸上競技、グラウンドゴルフなどに使用することができる[2]。夜間用の照明が6基設置されている[1]。
- テニスコート
  - 面積4,500㎡の砂入り人工芝コートが5面あり、観客席が付いている。夜間用の照明が8基設置されている[1]。
- プール（2003年8月31日をもって閉鎖）
  - 屋外型のプールであり、大体学校が夏休みの期間中に開かれた。火曜日が定休日だった。

## アクセス
- 天竜浜名湖鉄道天竜浜名湖線・いこいの広場駅から徒歩5分